# Zonă de ablație
- A  nu se confunda cu ablațiune (sau ablație) care este un procedeu tehnic.

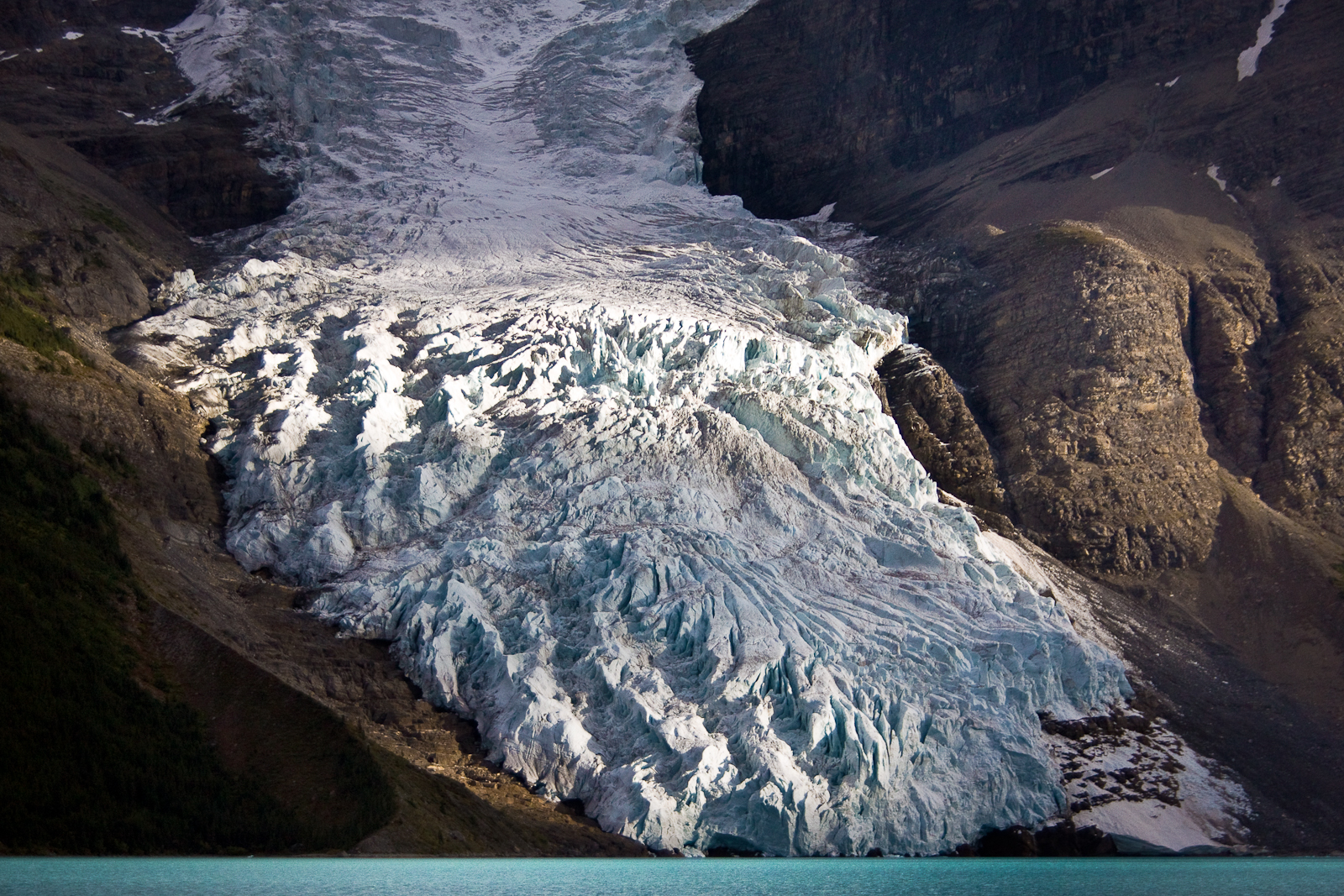
Ghețarul Berg, lacul Berg din Mount Robson Provincial Park, provincia canadiană. Zona de ablație (sau de pierderi a ghețarului), care aici coincide cu zona de curgere, este situată în partea sa inferioară, spre punctul terminus al acestuia (acolo unde gheața este foarte denivelată și chiar „încrețită”).

Zona de ablație ori suprafață de ablație se referă la zona de joasă altitudine a unui ghețar în care cantitatea de gheață pierdută, sub varii forme, este mai mare decât cantitatea de gheață câștigată, sub formă de zăpadă, gheață sau orice altă formă de precipitații solide.
Formele sub care apa în stare solidă se poate pierde se referă (dar nu se limitează) la topire, evaporare, sublimare, desprindere de bucăți de gheață (așa numita en  ice calving), avalanșe, dar și la fenomene eoliene, așa cum sunt zăpada spulberată de vânt și/sau alte forme de ablație.

## Generalități
Conceptul de linie a zăpezii (denumită și altitudinea liniei de echilibru) separă zona de ablație de cea de acumulare. Zona de ablație poate fi suficient de largă, conținând cantități semnificative de apă topită sau în curs de înghețare, pârâuri glaciare, care formează mici lacuri supra-, in- sau sub-glaciare aflate în masa ghețarului. 
Cantitatea de precipitații solide acumulate de un ghețar, sub forma de zăpadă și gheață, comparativ cu cea pierdută în zona de ablație, prin fenomenele fizice indicate mai sus, determină balanța masei ghețarului. Această balanță este un indicator important al climatului local, regional și global. Astfel dacă această balanță este relativ constantă, practic nu există schimbări climatice. Creșterea sau descreșterea valorii masei ghețarului indică răcirea sau încălzirea climatului. 
Sedimentele depuse în zona de ablație formează mici grămezi sau chiar minicoline numite kame. Topografia kamelor și a golurilor unui ghețar este utilă în identificarea zonei de ablație a unui ghețar. Sedimentele topirii sezonale a unui ghețar se regăsesc în zona de ablație, car e este o parte însemnată a balanței masei ghețarului.

## Articole pe teme de glaciologie
- Aisberg
- Alpii înalți
- Antarctica
- Arctica
- Ablație (fenomen)
- Balanța masei unui ghețar
- Banchiză
- Calotă glaciară
- Calotă polară
- Circ glaciar
- Climatul calotelor polare
- Criosferă
- Ecoton
- Efectul de trecere
- Efectul Massenerhebung
- Gheață
- Ghețar
- Glaciațiunea Günz
- Glaciațiunea Saale
- Glaciațiunea Westallgäu
- Glaciațiunea Wisconsin
- Glaciația Würm
- Glaciologie
- Încălzirea globală
- Înzăpezire
- Lac glaciar
- Linia arborilor
- Linia ghețarilor
- Linia înghețului
- Linia de îngheț (astrofizică)
- Linia zăpezii
- Listă de țări în care ninge
- Listă de lacuri din România
- Morenă
- Nivologie
- Sculptura în gheață
- Spărgător de gheață
- Terminus
- Tundră
- Tundră alpină
- Zăpadă
- Zonă de ablație
- Zonă de acumulare